# High-Speed Downlink Packet Access
High-Speed Downlink Packet Access (prescurtat HSDPA) este un protocol de comunicare pentru telefonia mobilă de tip 3G a cărui viteză de transmitere a datelor poate atinge 7,2 Mbit/s (pentru comparație, sistemele 2G de tip GSM ating maximum 55 kbit/s, iar în varianta cu „Enhanced Data Rates for GSM Evolution”, prescurtat EDGE, cel mult 220 kbit/s).